# Lew (Czeriepanow)
Lew, imię świeckie Leonid Wsiewołodowicz Czeriepanow (ur. 24 lipca?/5 sierpnia 1888 w Polewskim Zawodzie, zm. 8 grudnia 1937) – rosyjski biskup prawosławny.

## Życiorys
Był synem kapłana prawosławnego. W 1909, po ukończeniu seminarium duchownego w Permie, przyjął święcenia kapłańskie jako mężczyzna żonaty. Przez pięć lat służył w różnych parafiach eparchii permskiej i solikamskiej. Następnie od 1914 do 1915 był kapelanem żeńskiego monasteru w Niżnie-Tagilskim Zawodzie. Po rewolucji październikowej bezskutecznie usiłował uchronić wspólnotę przed likwidacją. Przed 1923 jego żona zmarła; w wymienionym roku złożył wieczyste śluby mnisze w związku z uzyskaną 19 grudnia 1922 nominacją na biskupa niżnotagilskiego, wikariusza eparchii jekaterynburskiej. Jego chirotonia biskupia miała miejsce 26 stycznia 1923 w Ufie; jako główny konsekrator wziął w niej udział biskup ufimski Andrzej. W eparchii jekaterynburskiej zwalczał wpływy Żywej Cerkwi.
Aresztowany w czerwcu 1923, został następnie skazany na trzyletnią zsyłkę do Chiwy (w drugiej instancji wyrok złagodzono do dwóch lat). Przebywał na zesłaniu w Kazachstanie i Turkmenistanie. W 1927 zabroniono mu ponadto zamieszkiwania w Moskwie, Leningradzie, Charkowie, Kijowie, Odessie, Rostowie nad Donem i na Uralu. W tym samym roku mianowany biskupem ałmackim i turkiestańskim. Był pierwszym prawosławnym hierarchą skierowanym do Ałma-Aty od czasu zabójstwa biskupa Pimena (Biełolikowa). Jego zadaniem było zwalczenie w Kazachstanie i Turkiestanie wpływów Żywej Cerkwi.
Aresztowany latem 1929 i skazany na trzy lata łagrów za sprzeciwianie się zamknięciu cerkwi św. Aleksego i wygłoszenie kazania uznanego za kontrrewolucyjne. Do 1933 przebywał w łagrze w Syktywkarze. Po zwolnieniu został biskupem stawropolskim. Urząd pełnił do kolejnego aresztowania w 1934; został skazany na pięć lat łagrów za „działalność kontrrewolucyjną”. Przebywał w więzieniach w obwodzie amurskim, następnie w obozie w dawnym Monasterze Sołowieckim. W listopadzie 1937 skazany na śmierć przez rozstrzelanie. Stracony w grudniu tego samego roku w więzieniu na Sołowkach.